# ГЕС Такіямагава
ГЕС Такіямагава (滝山川発電所) – гідроелектростанція в Японії на острові Хонсю. Використовує ресурс із річки Такіямагава, лівої притоки річки Ота, яка у Хіросімі впадає до Внутрішнього Японського моря.
Споруджена в 1935 році перша гребля Одомарі живила гідроелектростанцію потужністю 15 МВт, яка використовувала напір у 218 метрів. За два десятки років по тому комплекс суттєво перебудували, перекривши річку новою бетонною гравітаційною греблею висотою 74 метра та довжиною 155 метрів, яка потребувала 178 тис м3 матеріалу та утворила водосховище з площею поверхні 1,44 км2 і об’ємом 33,1 млн м3 (корисний об’єм 26,1 млн м3). 
Зі сховища ресурс прямує прокладеним через лівобережний масив дериваційним тунелем довжиною 7,2 км з діаметром 3,3 метра, який переходить у напірний водовід довжиною 0,7 км зі спадаючим діаметром від 2,6 до 1,9 метра. В системі також працює вирівнювальний резервуар висотою 77 метрів з діаметром 10 метрів.
Основне обладнання станції наразі становить одна турбіна типу Френсіс потужністю  51,5 МВт, яка використовує напір у 314 метрів.